# Born to Run
Born to Run is een muziekalbum van Bruce Springsteen, uitgebracht in augustus 1975. Het is het derde album van Springsteen en werd uitgegeven door Columbia Records.
Born to Run was een commercieel succes en het betekende Springsteens grote internationale doorbraak. Het bereikte plaats 3 in de Amerikaanse Billboard en er werden bijna zes miljoen stuks verkocht tegen het jaar 2000. Er kwamen twee singles van het album: de titelsong Born to Run en Tenth Avenue Freeze-Out. Die eerste single maakte Springsteen populair bij het grote publiek. Het album staat zeer dikwijls genoteerd in hitlijsten van de beste albums ooit.

## Geschiedenis
Springsteen begon aan dit album te werken na afloop van de tournee rond zijn vorige album, The Wild, The Innocent and The E Street Shuffle. Dat album kwam uit in 1973. Voordat Springsteen begon te werken aan Born To Run werd drummer Vini "Mad Dog" Lopez uit de band gezet door Springsteen. Hij werd vervangen door Ernest Carter. Carter bleef niet lang in de band, en is enkel te horen op het titelnummer van het album. Hij verliet in 1974 de band samen met toetsenist David Sancious, die een eigen platencontract had getekend. Springsteen moest vervolgens op zoek naar een nieuwe drummer én een nieuwe toetsenist. Deze vond hij in respectievelijk Max Weinberg en Roy Bittan. Zij werden vaste leden van The E Street Band.
Het duurde meer dan 14 maanden om Born to Run te maken, waarvan alleen al zes maanden voor de titelsong. Gedurende deze periode moest Springsteen afrekenen met frustraties over het album. Hij hoorde naar verluidt "geluiden die anderen in de studio niet hoorden". Springsteen deed uiteindelijk een beroep op Jon Landau om te helpen met de productie. Dit was het begin van het einde van de samenwerking van Springsteen met producer en manager Mike Appel.
Toen het album eenmaal uitkwam, werd Born to Run een dikke doorbraakhit. Het katapulteerde Springsteen van een lokale muzikant naar een nationale en internationale ster.

## Nummers
Alle muziek en teksten zijn geschreven door Bruce Springsteen. 
| Nr. | Titel                   | Duur |
| --- | ----------------------- | ---- |
| 1.  | Thunder Road            | 4:49 |
| 2.  | Tenth Avenue Freeze-Out | 3:11 |
| 3.  | Night                   | 3:00 |
| 4.  | Backstreets             | 6:30 |

| Nr. | Titel                    | Duur |
| --- | ------------------------ | ---- |
| 1.  | Born to Run              | 4:31 |
| 2.  | She's the One            | 4:30 |
| 3.  | Meeting Across the River | 3:18 |
| 4.  | Jungleland               | 9:34 |

## Bezetting

### The E Street Band
- Bruce Springsteen – zang, lead and slaggitaren, harmonica, percussie
- Roy Bittan – piano, Fender Rhodes, orgel, harpsichord, glockenspiel, achtergrondzang op alle nummers, behalve "Born To Run"
- Clarence Clemons – saxofoons, tamboerijn, achtergrondzang
- Danny Federici – orgel en glockenspiel op "Born to Run"
- Garry W. Tallent – basgitaar
- Max Weinberg – drums on alle nummers, behalve "Born to Run"
- Ernest "Boom" Carter – drums op "Born to Run"
- David Sancious – piano, orgel op "Born to Run"
- Steven Van Zandt – achtergrondzang op "Thunder Road", blaasarrangementen

### Extra muzikanten
- Wayne Andre – trombone
- Mike Appel – achtergrondzang
- Michael Brecker – tenorsaxofoon
- Randy Brecker – trompet, flugelhorn
- Richard Davis – contrabas op "Meeting Across The River"
- Suki Lahav - viool op "Jungleland"
- David Sanborn – baritonsaxofoon

### Productie
- Bruce Springsteen, Jon Landau, en Mike Appel - producers (behalve "Born To Run", geproduceerd door Springsteen en Appel)
- John Berg – album design
- Greg Calbi – mastering
- Charles Calello – dirigent, strijkarrangement
- Andy Engel – album design
- Bob Ludwig – remastering
- Eric Meola – fotografie

### Geluidstechnici
- Andy Abrams
- Angie Arcuri
- Ricky Delena
- Jimmy Iovine
- Louis Lahav
- Thom Panunzio
- Corky Stasiak
- David Thoener